# Newport (Delaware)
Newport è una città degli Stati Uniti, situata nella Contea di New Castle, nello Stato del Delaware. È nota per aver dato i natali all'inventore Oliver Evans. Secondo il censimento del 2000 la popolazione era di 1 122 abitanti.

## Geography
Newport è situata lungo le sponde del Christina River, e secondo i rilevamenti dello United States Census Bureau, si estende su una superficie totale di 1,2 km², dei quali 1,1 km² sono occupati da terre, mentre il restante è occupato da acque, corrispondenti al 2,22% dell'intera superficie.

## Popolazione
Secondo il censimento del 2000, a Newport vivevano 1 112 persone, ed erano presenti 290 gruppi familiari. La densità di popolazione era di 986 ab./km². Nel territorio comunale si trovavano 490 unità edificate. Per quanto riguarda la composizione etnica degli abitanti, il 75,76% era bianco, il 10,61% era afroamericano, lo 0,80% era nativo, e l'1,69% era asiatico. Il restante 11,14% della popolazione appartiene ad altre razze o a più di una. La popolazione di ogni razza proveniente dall'America Latina corrisponde al 13,55% degli abitanti.
Per quanto riguarda la suddivisione della popolazione in fasce d'età, il 26,0% era al di sotto dei 18, l'11,5% fra i 18 e i 24, il 36,5% fra i 25 e i 44, il 17,5% fra i 45 e i 64, mentre infine l'8,5% era al di sopra dei 65 anni di età. L'età media della popolazione era di 32 anni. Per ogni 100 donne residenti vivevano 101,4 maschi.